# كارل مول
كارل مول (بالألمانية: Carl Moll)‏ هو رسام نمساوي، ولد في 23 أبريل 1861 في فيينا في النمسا، وتوفي بنفس المكان في 13 أبريل 1945.